# Governo no exílio da Comunidade das Filipinas
O Governo da Comunidade das Filipinas no exílio (em castelhano:  Gobierno de la Commonwealth de Filipinas en el exilio, em tagalo:  Pámahalaáng Kómonwélt ng Pilipinas sa pagpapatapón) foi uma continuação do governo da Comunidade das Filipinas depois de terem sido evacuados do país durante a Segunda Guerra Mundial. A Comunidade das Filipinas era autogovernada, embora sob o controle final dos Estados Unidos.
Durante a conquista das Filipinas pelo Império do Japão, o governo evacuou para a Austrália após a evacuação anterior do general norte-americano Douglas MacArthur em março de 1942. Da Austrália, eles viajaram para os Estados Unidos, onde em maio se estabeleceram em Washington, D.C., em 13 de maio de 1942. Enquanto estava em Washington, o governo, liderado pelo presidente Manuel L. Quezon, trabalhou para manter o interesse americano nas Filipinas e emitiu transmissões de ondas curtas para as Filipinas. Sua legitimidade foi apoiada pelo governo dos Estados Unidos liderado por Franklin D. Roosevelt e Quezon se juntou ao intergovernamental Conselho de Guerra do Pacífico. No exílio, Quezon assinou a Declaração das Nações Unidas.
Embora o governo tenha recebido poderes de emergência do Legislativo filipino logo após a invasão, o mandato do presidente Quezon foi constitucionalmente limitado a terminar em novembro de 1943. Pouco antes dessa data, o Congresso dos Estados Unidos aprovou uma resolução estendendo o prazo até que "os processos constitucionais e as funções normais do governo tenham sido restaurados nas Ilhas Filipinas". Quezon morreu em agosto de 1944, e o vice-presidente Sergio Osmeña foi empossado em Washington, DC. O governo voltou às Filipinas no final daquele ano como parte da reconquista americana das ilhas.

## História
Na manhã de 8 de dezembro de 1941, os japoneses invadiram as Filipinas. A invasão começou com desembarques na Ilha Batan, cerca de 125 milhas ao norte da ilha de Lução, e seguiu-se ao bombardeio da base dos EUA em Pearl Harbor algumas horas antes. O presidente Manuel L. Quezon estava em Baguio se recuperando de uma recorrência de uma antiga doença e imediatamente viajou por estrada as 160 milhas até Manila para assumir o comando da resistência filipina. Em reuniões após sua chegada, o general norte-americano MacArthur informou-o de que MacArthur transferiria seu quartel-general para a ilha Corregidor e solicitou ao presidente que se juntasse a ele. O presidente Quezon inicialmente objetou, mas concordou quando seu gabinete endossou a sugestão de MacArthur por decisão unânime. Em 24 de dezembro, o presidente se mudou para lá, acompanhado de sua família, o vice-presidente Osmeña, o ministro da Justiça Santos, o major-general Valdés, que havia sido designado secretário de Defesa Nacional, e alguns membros do Gabinete Executivo. O presidente Quezon e o vice-presidente Osmeña iniciaram seu segundo mandato como corregedor no dia de Rizal, 30 de dezembro de 1941.  
À medida que as forças invasoras japonesas avançavam, todos os militares das Forças do Exército dos Estados Unidos no Extremo Oriente (USAFFE) foram removidos das principais áreas urbanas. Manila foi declarada oficialmente uma cidade aberta em 26 de dezembro. A essa altura, as forças da USAFFE haviam se retirado para a península de Bataan e estavam sitiadas lá. Em meados de fevereiro, a falta de comida em Corregidor tornou-se aguda e foi decidido que o presidente poderia ajudar mais indo às províncias desocupadas para organizar algum plano de trazer comida para os soldados em Bataan e Corregidor e para manter o moral da população civil. Ao entardecer de 20 de fevereiro, o submarino americano USS Swordfish (SS-193) deslizou por campos minados, foi abordado pelo presidente Quezon e seu partido e os transportou para Iloilo, que ainda não havia sido ocupada pelas forças japonesas. Na noite seguinte, embarcaram no navio Princesa dos Negros, que os transportou para Dumaguete. O general MacArthur e seu partido, enquanto isso, haviam sido evacuados de Corregidor pelo PT boat para Cagaiã de Ouro em Mindanau.

## A Lei dos Poderes de Emergência
Em 16 de dezembro de 1941, o presidente Quezon aprovou o Commonwealth Act No. 671, que havia sido aprovado pelo Legislativo filipino. Este ato declarou o estado de emergência total e investiu o Presidente de poderes extraordinários para atender à emergência. Em geral, o ato autorizou o Presidente, durante a existência da emergência, a promulgar as regras e regulamentos que julgar necessários para levar a cabo a política nacional. Esses poderes incluíam autoridade para transferir a sede do governo ou partes componentes do governo.

## Evacuação das Filipinas

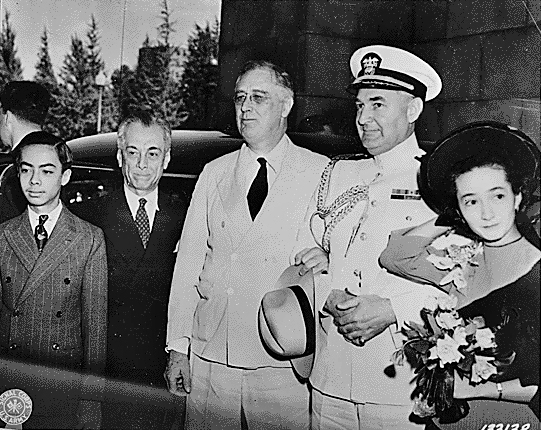
Manuel L. Quezon visitando Franklin D. Roosevelt em Washington, D.C., durante o exílio

MacArthur enviou alguns dos barcos que evacuaram seu grupo de volta ao extremo sul da Ilha de Negros para pegar o partido do presidente Quezon. O major Soriano, assessor do presidente Quezon, encontrou o barco PT-41 e o redirecionou para Dumaguete, onde embarcou a comitiva do presidente Quezon e os transportou para Oroquieta, na então província de Misamis. De lá, eles viajaram para a plantação Del Monte em Mindanau, onde pernoitaram e foram recolhidos no dia seguinte no Del Monte Airfield por duas aeronaves B-17 que os transportaram para o Batchelor Airfield, 40 milhas de Darwin no norte da Austrália, onde eles foram transferidos para a aeronave Douglas DC-5 para transporte para Alice Springs. Lá, eles se reuniram com o partido do vice-presidente Osmeña que havia sido transportado em uma aeronave separada. As partes voaram juntas para Adelaide, passaram a noite lá e pegaram um trem noturno para Melbourne.
O presidente Quezon sentiu que deveria estar em Washington. O governo dos Estados Unidos concordou e, na primavera de 1942, o SS President Coolidge, que havia sido contratado para evacuar cidadãos americanos de partes da Ásia após os ataques japoneses e convertido em um navio de tropas, transportou Quezon e seu grupo para os Estados Unidos escoltado pelo cruzador USS St. Louis, partindo de Melbourne em 20 de abril e chegando em San Francisco em 8 de maio
Quezon e o partido foram recebidos em San Francisco, e assessores militares foram designados para escoltar o partido em um trem especial designado para transportá-los para Washington DC O trem chegou a Washington em 13 de maio e foi recebido pelo presidente Franklin D. Roosevelt junto com sua esposa, Eleanor e membros de seu gabinete. Quezon e sua família foram transportados em carreata para a Casa Branca. Eles passaram a noite na Casa Branca e foram convidados de honra no dia seguinte em um almoço oferecido pelos Roosevelts para dar as boas-vindas formais ao governo filipino exilado nos Estados Unidos, ressaltando sua legitimidade. 

## O governo no exílio
| Gabinete do Presidente Manuel L. Quezon (1941–1944)                    | Gabinete do Presidente Manuel L. Quezon (1941–1944) | Gabinete do Presidente Manuel L. Quezon (1941–1944) |
| ---------------------------------------------------------------------- | --------------------------------------------------- | --------------------------------------------------- |
| Vice-presidente                                                        | Sergio Osmeña (1941–1944                            |                                                     |
| Secretário de Finanças, Agricultura e Comércio                         | Andres Soriano (1942–1944)                          |                                                     |
| Secretário da Defesa Nacional, Obras Públicas, Comunicações e Trabalho | Basilio Valdes (1941–1944)                          |                                                     |
| Secretário de Instrução Pública, Saúde e Bem-Estar Público             | Sergio Osmeña (1941–1944                            |                                                     |
| Secretaria do Presidente                                               | Manuel Roxas (1941–1942) • Arturo Rotor (1942–1944) |                                                     |
| Auditor-Geral                                                          | Jaime Hernández (1942–1944)                         |                                                     |
| Comissário Residente das Filipinas                                     | Joaquín Elizalde (1941–1944)                        |                                                     |
| Secretário de Informação e Relações Públicas                           | Carlos P. Romulo (1943–1944)                        |                                                     |

Os membros do gabinete de guerra estiveram fortemente envolvidos em atividades cívicas e sociais, como endossar a venda de títulos de guerra, participar de desfiles com temas heróicos, envolvimento com a comemoração e celebração de eventos históricos filipinos, como o Dia de Rizal. Essas atividades foram muito bem-sucedidas em manter o interesse americano na Comunidade das Filipinas e tiveram imenso impacto nas Filipinas ocupadas pelos japoneses por meio de transmissões de notícias em ondas curtas que os japoneses não conseguiram interromper. O governo no exílio também publicou uma revista de notícias nos Estados Unidos chamada Filipinas. O presidente Quezon foi convidado pelo presidente Roosevelt a ingressar no Conselho de Guerra do Pacífico e foi solicitado a assinar o Pacto das Nações Unidas para as Filipinas; ao fazê-lo, Quezon tornou-se signatário da Carta do Atlântico.  Representando o governo filipino, em 14 de junho de 1942, o presidente Quezon assinou a Declaração das Nações Unidas de 1º de janeiro de 1942, juntando-se ao grupo de nações comprometidas como "envolvidas em uma luta comum contra forças salvadoras e brutais que buscam subjugar o mundo", tornando as Filipinas um dos nove governos no exílio a assiná-la.
O governo dos Estados Unidos considerou as questões relacionadas às Filipinas como assuntos internos devido à sua reivindicação de soberania sobre as ilhas. Devido aos planos japoneses de estabelecer um estado filipino independente, os Estados Unidos consideraram reconhecer as Filipinas sob o governo exilado como um país independente, inclusive com uma troca de embaixadores. Embora isso fosse contra, Roosevelt declarou que tratariam o governo de Quezon "como tendo o mesmo status que os governos de outras nações independentes".
O presidente Quezon foi eleito para um mandato de seis anos como o segundo presidente das Filipinas e o primeiro presidente da Comunidade das Nações das Filipinas, assumindo o cargo em 15 de novembro de 1935. Em 1940, a Constituição de 1935 foi alterada pela Assembleia Nacional para mudar a legislatura de uma assembléia unicameral para um congresso bicameral e para mudar o mandato do Presidente de seis anos sem reeleição para quatro anos com possibilidade de reeleição para um segundo mandato. A constituição alterada continha uma disposição que dizia: "Nenhuma pessoa servirá como presidente por mais de oito anos consecutivos." O mandato de Quezon como presidente, então, terminaria em 15 de novembro de 1943.
O presidente Quezon enviou uma longa carta ao presidente Roosevelt em 17 de outubro de 1943, enfatizando que "a invasão japonesa destruiu toda aparência de governo constitucional e suas instituições nas Filipinas e me parece que legalmente devo permanecer no cargo até que seja devolvido pela força e poder dos Estados Unidos à sede constitucional e legal do meu governo. . . O poder e autoridade para determinar quem é o chefe de governo no exílio em Washington cabe exclusivamente ao Presidente dos Estados Unidos."  À luz do descumprimento do Artigo VII Seção 2 da constituição da Commonwealth, Quezon estava disposto a submeter o questão da legalidade de seu status como presidente do Congresso dos Estados Unidos. O vice-presidente Osmeña inicialmente objetou, mas depois concordou e, em 12 de novembro de 1943, o Congresso dos Estados Unidos aprovou a Resolução Conjunta 95, autorizando o presidente e o vice-presidente filipinos a "continuar em seus respectivos cargos até que o presidente dos Estados Unidos proclame que os processos constitucionais e as funções normais de governo devem ter sido restauradas nas Ilhas Filipinas."  A resolução foi sancionada pelo presidente Roosevelt, pondo fim à questão da sucessão presidencial na Comunidade das Nações das Filipinas. 
O presidente Quezon sofria de tuberculose e passou seus últimos anos em hospitais ou estâncias de tuberculose. Por um mês no início de 1944, ele se hospedou em Anne Hathaway Cottage no terreno do Grove Park Inn em Asheville, Carolina do Norte, que abrigava o governo no exílio na época.
Ele morreu em 1º de agosto de 1944 em Saranac Lake, Nova York. O vice-presidente Osmeña tornou-se presidente da Commonwealth após a morte de Quezon. Ele foi empossado pelo juiz associado Robert Jackson em Washington, DC Ele voltou para as Filipinas no mesmo ano com as forças militares de libertação dos EUA.